# Александровская бухта
Алекса́ндровская бу́хта — часть Севастопольской бухты, отделена Александровским мысом от Мартыновой бухты и Хрустальным мысом от Хрустальной бухты. Территориально относится к Ленинскому району.
Здесь находится старейший яхт-клуб Севастополя, основанный в 1809 году. В 1845 году на Александровском мысу была построена Александровская батарея, разрушенная во время первой обороны Севастополя.